# Білошицький Сергій Васильович
Сергі́й Васи́льович Білоши́цький (* 1992) — український військовик, старший лейтенант, учасник російсько-української війни.

## З життєпису
Народився 1992 року в селищі Новоівницьке Житомирської області. Вступив до Львівської академії Сухопутних військ імені Петра Сагайдачного, на третьому курсі був переведений до Військової академії Сухопутних військ міста Одеса.
2014 року за розподілом потрапив до 95-ї окремої аеромобільної бригади на посаду командира аеромобільного взводу. Під час війни брав участь у боях поблизу Горлівки, в обороні Авдіївки. Бойове хрещення дістав у боях за Тельманове (Бойківське), його підрозділ потрапив під потужний ворожий артобстріл. Супроводжував конвої з боєприпасами, паливом та продуктами до бойових позицій неподалік Донецького аеропорту.
Командир 2-ї десантно–штурмової роти 1-го десантно-штурмового батальйону 95-ї окремої десантно–штурмової бригади.
Особисто корегував вогонь артилерії та проводив розвідку в тилу противника.

## Нагороди
- Орден Богдана Хмельницького III ступеня (4.08.2017)[1]